# Colin McDonald
Colin Agnew McDonald (ur. 15 października 1930 w Bury) – były angielski piłkarz występujący podczas kariery na pozycji bramkarza.

## Kariera klubowa
Colin McDonald piłkarską karierę rozpoczął w Burnley w 1948. Nie mogąc przebić się do składu Burnley w sezonie 1950/51 występował w Headington United. Po powrocie do Burnley na debiut musiał czekać do 1953. Z Burnley zdobył mistrzostwo Anglii w 1960, choć był już wówczas rezerwowym. Ogółem w latach 1953–1959 rozegrał w lidze angielskiej 201 spotkań. W 1961 występował w amatorskim Wycombe Wanderers, gdzie pełnił również funkcję trenera. W Wycombe zakończył karierę, lecz w 1965 powrócił na boisko w amatorskim Altrincham, gdzie 2 lata później ostatecznie zakończył karierę.
| Sezon   | Klub                   | Kraj   | Rozgrywki                | Mecze | Bramki |
| ------- | ---------------------- | ------ | ------------------------ | ----- | ------ |
| 1948/49 | Burnley F.C.           | Anglia | Division One             | 0     | 0      |
| 1949/50 | Burnley F.C.           | Anglia | Division One             | 0     | 0      |
| 1950/51 | Headington United      | Anglia | Southern Football League | 30    | 0      |
| 1951/52 | Burnley F.C.           | Anglia | Division One             | 0     | 0      |
| 1952/53 | Burnley F.C.           | Anglia | Division One             | 0     | 0      |
| 1953/54 | Burnley F.C.           | Anglia | Division One             | 5     | 0      |
| 1954/55 | Burnley F.C.           | Anglia | Division One             | 39    | 0      |
| 1955/56 | Burnley F.C.           | Anglia | Division One             | 42    | 0      |
| 1956/57 | Burnley F.C.           | Anglia | Division One             | 34    | 0      |
| 1957/58 | Burnley F.C.           | Anglia | Division One             | 39    | 0      |
| 1958/59 | Burnley F.C.           | Anglia | Division One             | 27    | 0      |
| 1959/60 | Burnley F.C.           | Anglia | Division One             | 0     | 0      |
| 1960/61 | Burnley F.C.           | Anglia | Division One             | 0     | 0      |
| 1961/62 | Wycombe Wanderers F.C. | Anglia | Isthmian League          | 0     | 0      |
| 1965/66 | Altrincham             | Anglia | Cheshire League          | ?     | ?      |
| 1966/67 | Altrincham             | Anglia | Cheshire League          | ?     | ?      |

## Kariera reprezentacyjna
W reprezentacji Anglii McDonald zadebiutował w 18 maja 1958 w zremisowanym 1-1 towarzyskim meczu z ZSRR.
W 1958 McDonald uczestniczył w mistrzostwach świata. Na turnieju w Szwecji McDonald wystąpił we wszystkich czterech meczach: z ZSRR, Brazylią, Austrią i barażu z ZSRR. Ostatni raz w reprezentacji wystąpił 26 listopada 1958 w zremisowanym 2-2 meczu British Home Championship z Walią. Ogółem w reprezentacji rozegrał 8 spotkań.
| Mecze i gole w reprezentacji | Mecze i gole w reprezentacji | Mecze i gole w reprezentacji | Mecze i gole w reprezentacji | Mecze i gole w reprezentacji | Mecze i gole w reprezentacji | Mecze i gole w reprezentacji |
| #                            | Data                         | Miasto                       | Przeciwnik                   | Gol                          | Wynik                        |                              |
| ---------------------------- | ---------------------------- | ---------------------------- | ---------------------------- | ---------------------------- | ---------------------------- | ---------------------------- |
| 1.                           | 18.05.1958                   | Moskwa                       | ZSRR                         |                              | 1:1                          | towarzyski                   |
| 2.                           | 08.06.1958                   | Göteborg                     | ZSRR                         |                              | 2:2                          | Mistrzostwa Świata 1958      |
| 3.                           | 11.06.1958                   | Göteborg                     | Brazylia                     |                              | 0:0                          | Mistrzostwa Świata 1958      |
| 4.                           | 15.06.1958                   | Borås                        | Austria                      |                              | 2:2                          | Mistrzostwa Świata 1958      |
| 5.                           | 17.06.1958                   | Göteborg                     | ZSRR                         |                              | 0:1                          | Mistrzostwa Świata 1958      |
| 6.                           | 04.10.1958                   | Belfast                      | Irlandia Północna            |                              | 3:3                          | British Home Championship    |
| 7.                           | 22.10.1958                   | Londyn                       | ZSRR                         |                              | 5:0                          | towarzyski                   |
| 8.                           | 26.11.1958                   | Birmingham                   | Walia                        |                              | 2:2                          | British Home Championship    |